# Стенсланн, Ингвильд
Ингвильд Стенсланн (норв. Ingvild Stensland, род. 3 августа 1981, Люнгдал, Вест-Агдер) — норвежский футбольный тренер. В прошлом — игрок женской сборной Норвегии по футболу (2003—2016), капитан сборной (2009—2013). Играла в высшей лиге за «Стабек» (2012—2016). Играла также в высшем французском Дивизионе 1 за клуб «Олимпик Лион» (2009—2011) и высшей лиге Швеции за «Гётеборг». Играла на позиции полузащитника. Завершила карьеру игрока в 2016 году.
В настоящее время — тренер Норвежской школы элитного спорта в Беруме (NTG Bærum), ведущий сотрудник по развитию клуба «Стабек» и помощник Александра Штрауса, тренера женской сборной Норвегии по футболу до 23 лет (U23) и до 19 лет (J19).

## Биография
Ингвильд Стенсланн родилась 3 августа 1981 года в спортивной семье. Её отец был тренером, а сёстры играли в молодёжном клубе Люнгдал в Люнгдале.

## Клубная карьера
В 1987—1998 годах Ингвильд Стенсланн успешно сделала карьеру в молодёжном клубе «Люнгдал». Затем играла за клубы «Донн» (1998—1999) в Кристиансанне, «Афина Мосс» (2000—2002) в Моссе, «Колботн» (2002—2007), шведский «Гётеборг» (2007—2009), французский «Олимпик Лион» (2009—2011). В 2011 году вернулась в шведский «Гётеборг», с которым выиграла Кубок Швеции по футболу среди женщин. После окончания сезона вернулась в Норвегию, где играла за «Стабек» (2012—2016).
В 2005 году была названа лучшим игроком норвежской премьер-лиги. Четыре раза номинировалась на награду Игрок года ФИФА.

## Карьера в сборной
В 2003 году дебютировала в женской сборной Норвегии по футболу. В составе сборной выступала на чемпионате Европы по футболу среди женщин 2005 года, где Норвегия заняла второе место, уступив Германии в финале со счётом 3–1. Затем на чемпионат мира 2007 года, где Норвегия заняла четвёртое место, снова уступив Германии на этот раз в полуфинале со счётом 3–0. На летних Олимпийских играх 2008 года сборная Норвегии уступила Бразилии в четвертьфинале со счётом 2–1. Ингвильд Стенсланн была капитаном сборной на чемпионате Европы 2009 года, где Норвегия снова уступила Германии в полуфинале со счётом 3–1, а также на чемпионате мира 2011 года, где Норвегия оказалась в одной группе с Бразилией и не вышла из группы, и на чемпионате Европы 2013 года, где Норвегия снова уступила Германии в финале со счётом 1–0.

## Тренерская карьера
После завершения карьеры игрока в 2016 году Ингвильд Стенсланн тренирует девочек в Норвежской школе элитного спорта в Беруме, также стала ведущим сотрудником по развитию клуба «Стабек» и помощником Александра Штрауса, тренера женской сборной Норвегии по футболу до 19 лет (J19), временно исполняющего обязанности тренера сборной до 23 лет (U23). В январе 2021 года Ингвильд Стенсланн была нанята на должность тренера женской сборной до 23 лет (U23), где сменит Нильса Лексерода, ушедшего в отставку в 2019 году. Ожидается, что Ингвильд Стенсланн приступит к обязанностям тренера женской сборной до 23 лет (U23) в 2022 году после родов и отпуска по уходу за ребёнком.